# ادوارد دلاوال

تالار دلاوال سی‌تن

ادوارد دلاوال (به انگلیسی: Edward Delaval)(زاده ۱۷۲۹-درگذشته ۱۴ اوت ۱۸۱۴ در وست‌مینستر) پژوهشگر و فیلسوف طبیعی اهل بریتانیا بود.

## زندگی‌نامه
او سومین پسر فرانسیس بلیک دلاوال و همسرش ردا آپریس بود. او در کالج پمبروک، کمبریج تحصیل کرد. او که در سال ۱۷۴۷ وارد دانشگاه شده بود در سال ۱۷۵۰ لیسانس و در سال ۱۷۵۴ کارشناسی ارشدش را گرفته و در سال ۱۷۵۵ همان‌جا همکار شد. در همان‌جا با توماس گری شاعر آشنا شد.
دلاوال ارثیه زیادی در لینکلن‌شر داشت، ولی ترجیح داد در لندن زندگی کند. او در سن ۸۵ سالگی درگذشت و در کلیسای وست‌مینستر دفن شد.

## کارها
دلاوال به خاطر مقاله‌اش در مورد فلزات و شیشه در مدال کاپلی سال ۱۷۶۶ سهیم بود. علاقه‌اش به شیشه شامل استفاده از آن در موزیک هم می‌شد. اجراهای موزیک او با شیشه بسیار مشهور شد. و شاید موجب الهام بنجامین فرانکلین در ساخت ساز آرمونیکا شده باشد.

## خانواده
دلاوال با سارا اسکات (زاده ۱۷۵۱– درگذشته ۱۸۲۹)، دختر جرج اسکات اهل روستای متلی، ازدواج کرد، آنها دختری به نام سارا (زاده حدود ۱۷۸۰– درگذشته ۱۸۲۵) داشتند.